# Hevesvezekény megállóhely
Hevesvezekény megállóhely egy Heves vármegyei vasúti megállóhely Hevesvezekény településen, a helyi önkormányzat üzemeltetésében. A belterület északkeleti szélén helyezkedik el, közúti elérését a falun átvezető 3209-es útból kiágazó, számozatlan önkormányzati út [Liliom út] biztosítja.

## Vasútvonalak
A megállóhelyet az alábbi vasútvonalak érintik:
- Kál-Kápolna–Kisújszállás-vasútvonal

## Kapcsolódó állomások
A megállóhelyhez az alábbi állomások vannak a legközelebb:
- Heves vasútállomás (Kál-Kápolna–Kisújszállás-vasútvonal)
- Tarnaszentmiklós vasútállomás (Kál-Kápolna–Kisújszállás-vasútvonal)

## Forgalom
| Járat        | Útvonal | Gyakoriság   |
| ------------ | --- | ------------ |
| személyvonat | Kál-Kápolna – Erdőtelek – Heves – Hevesvezekény – Tarnaszentmiklós – Kisköre – Kisköre-Tiszahíd – Abádszalók – Kunhegyes (– Előhát) – Kenderes – Kisújszállás | 2-5 óránként |
| személyvonat | Kál-Kápolna – Erdőtelek – Heves – Hevesvezekény – Tarnaszentmiklós – Kisköre                                                                                  | Napi 1 pár   |